# Dundasita
La dundasita es un mineral de la clase de los minerales carbonatos, y dentro de esta pertenece al llamado “grupo de la dresserita”. Fue descubierta en Dundas, Tasmania (Australia), siendo nombrada en 1893 por esta localización.

## Características químicas
Es un carbonato hidroxilado e hidratado de plomo y aluminio, que cristaliza en el sistema ortorrómbico.

## Formación y yacimientos
Es un mineral secundario del plomo, que aparece en la zona de oxidación de los depósitos de otros minerales del plomo. Suele encontrarse asociado a otros minerales, principalmente allofanita, cerusita o galena, y menos frecuentemente a plattnerita, azurita, malaquita, piromorfita, mimetita, beudantita, duftita, crocoíta, gibbsita o limonita.